# ديفيد مارك ريتشاردسون
ديفيد مارك ريتشاردسون (بالإنجليزية: David Mark Richardson)‏ هو عالم بيئة وأحيائي جنوب أفريقي، ولد في 16 يونيو 1958 في بريتوريا في جنوب أفريقيا.

## وصلات خارجية
- الموقع الرسمي